# Admiraliteitsgolf
De Admiraliteitsgolf is een golf in de regio Kimberley van West-Australië die uitkomt in de Indische Oceaan.

## Beschrijving
De Golf wordt begrensd door het Bougainville-schiereiland in het noorden en Bigge Point in het zuiden. De dichtstbijzijnde bevolkte plaats is Kalumburu op 82 kilometer naar het oosten gelegen.
Er zijn veel eilanden in de baai te vinden, waaronder Middle Osborn Island, Kingsmill Island, Borda Island en de Montesquieu-eilanden (inclusief de Low Rocks and Sterna Island Important Bird Area). Er zijn twee natuurlijke havens te vinden in de baai, Port Warrender en Walmesly Bay.
De baai ligt in de mariene ecoregio Bonapartekust.

## Geschiedenis
De oorspronkelijke eigenaren van de gebieden rond de golf is het volk Wenamba in het westen en de Kambure in het oosten.
Nicolas Baudin bracht in 1803 Kaap Bougainville en het eiland Cassini in kaart en was hoogstwaarschijnlijk de eerste Europeaan die de baai bezocht.
De kustlijn rond de baai werd in 1819 door Phillip Parker King aan boord van de Mermaid verkend als onderdeel van zijn onderzoek naar het gebied. King gaf de baai samen met Port Warrender en Vansittart Bay een naam.